# تاسکالوسا (آلاباما)
تاسکالوسا (به انگلیسی: Tuscaloosa) شهرکی در شهرستان تاسکالوسا ایالت آلاباما است که مساحت آن ۱۸۲٫۲۱ کیلومترمربع است و در سرشماری سال ۲۰۱۰ میلادی، ۹۰٬۴۶۸ نفر جمعیت داشته و تراکم جمعیتی آن، ۴۹۶٫۵ نفر در کیلومترمربع بوده است.

## نگارخانه

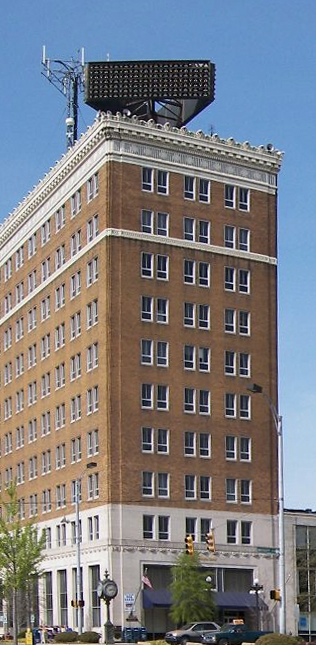
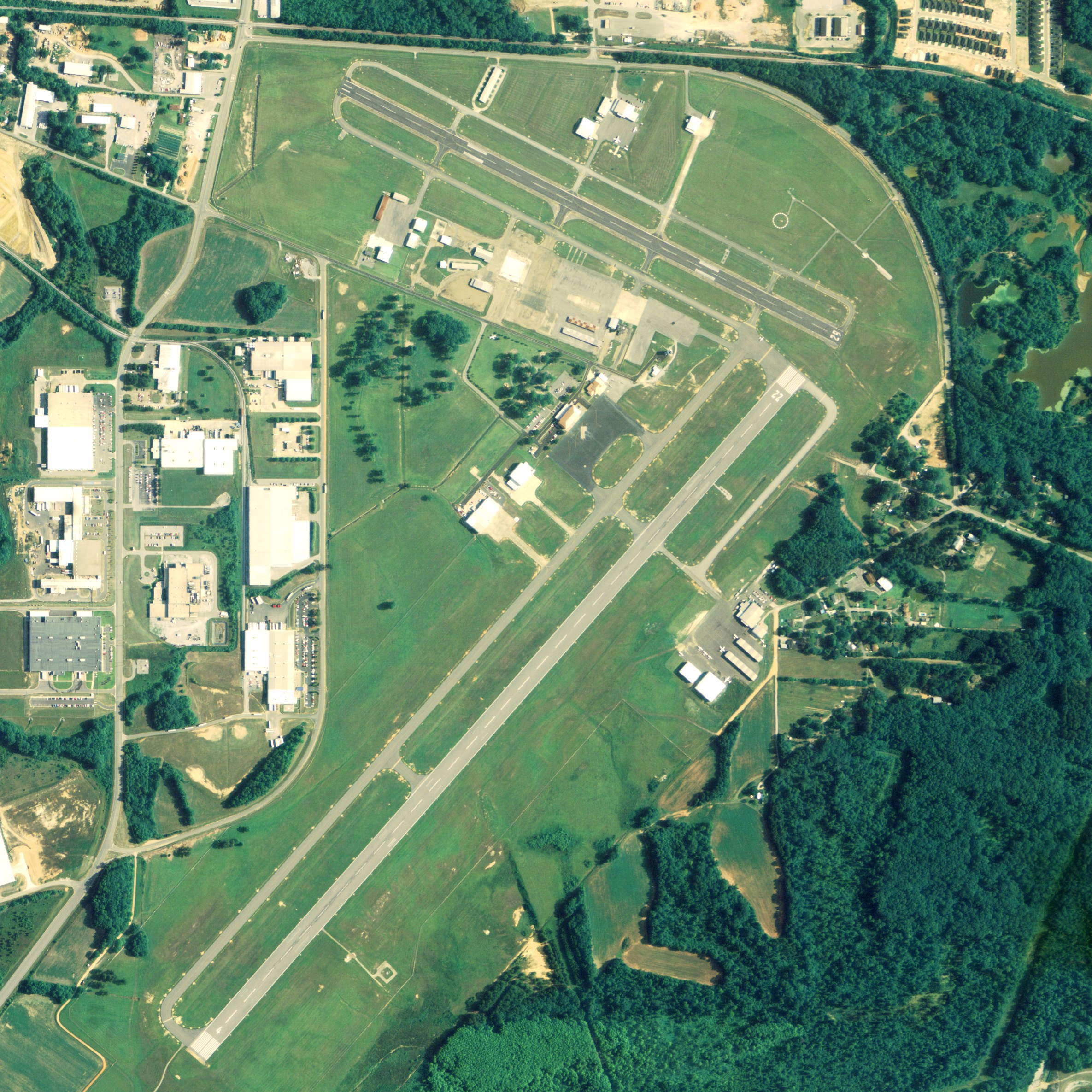
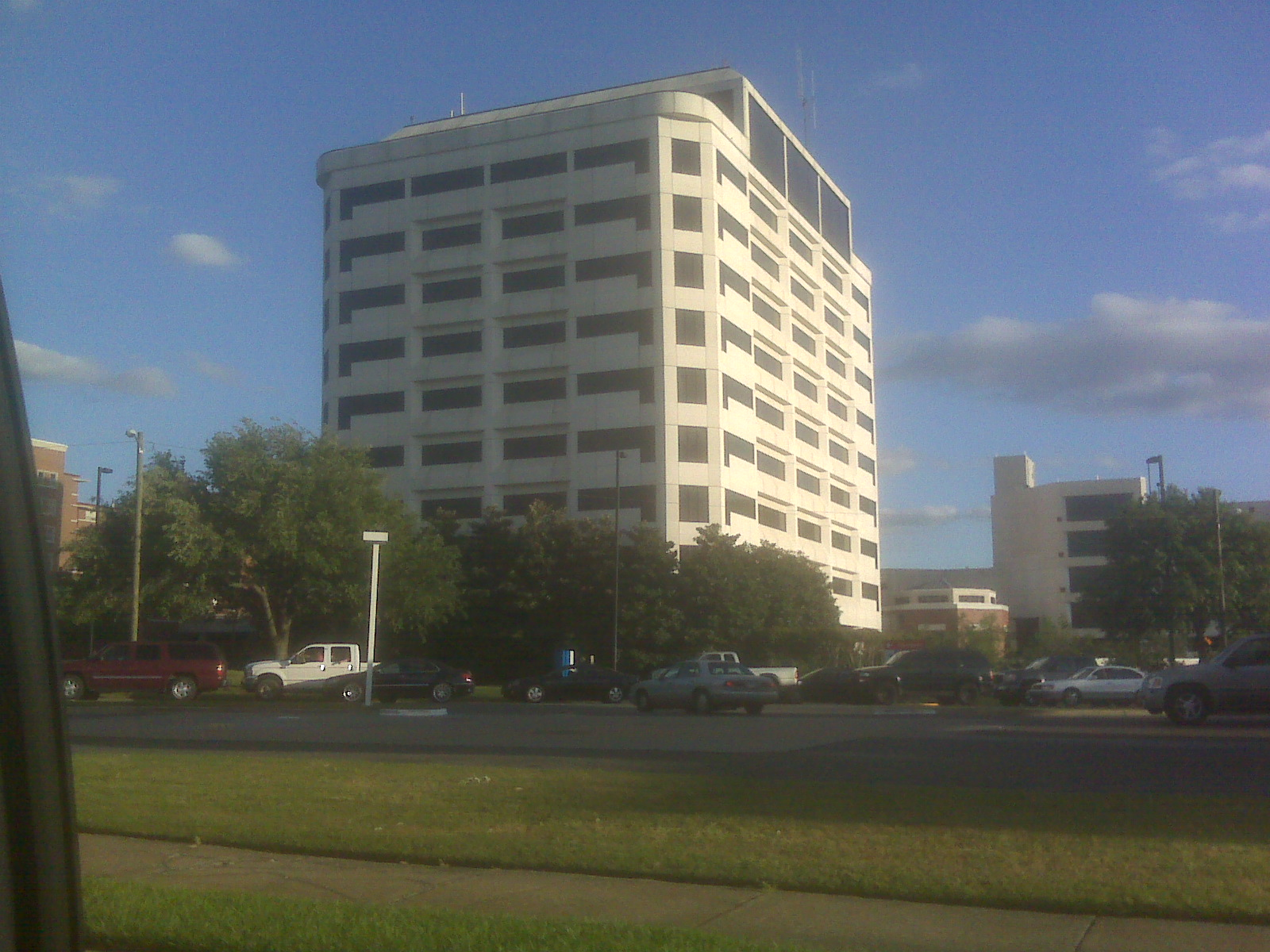
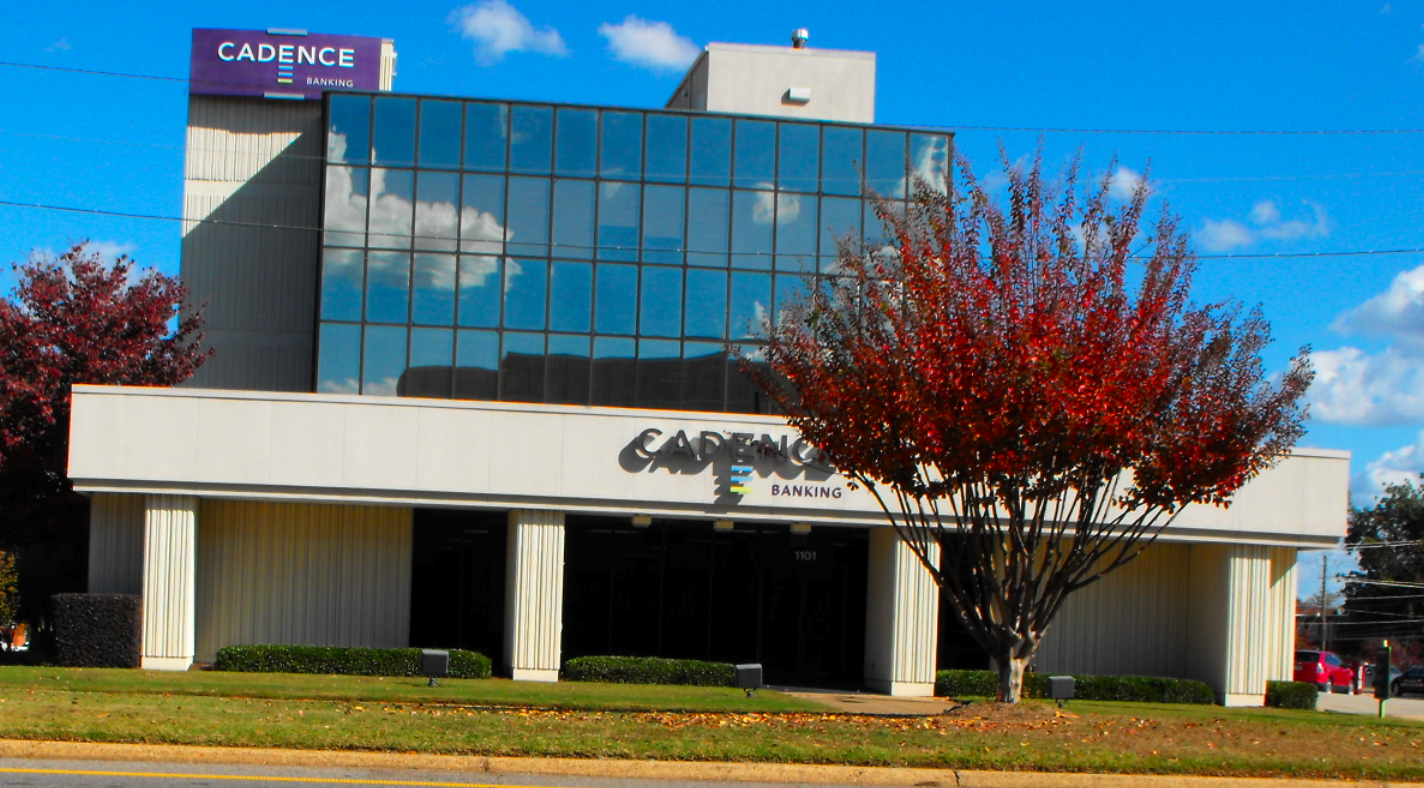
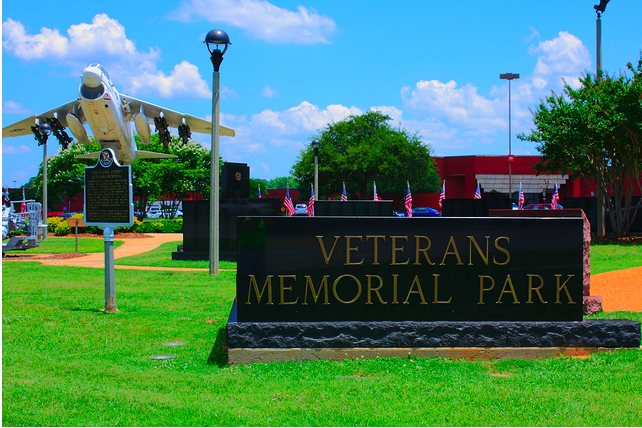
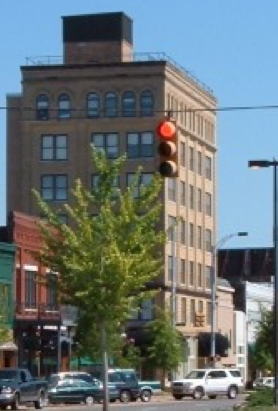
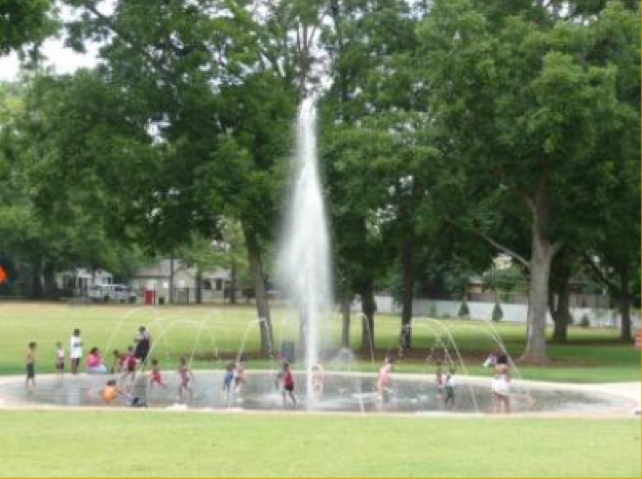
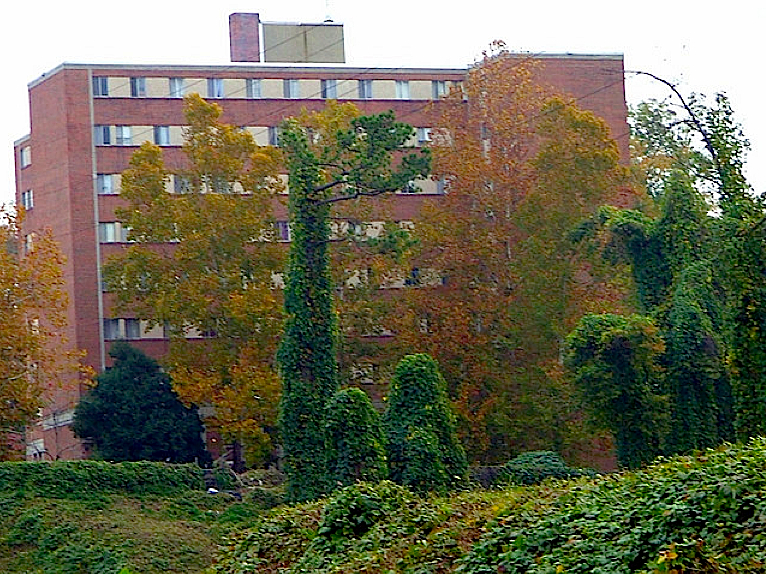
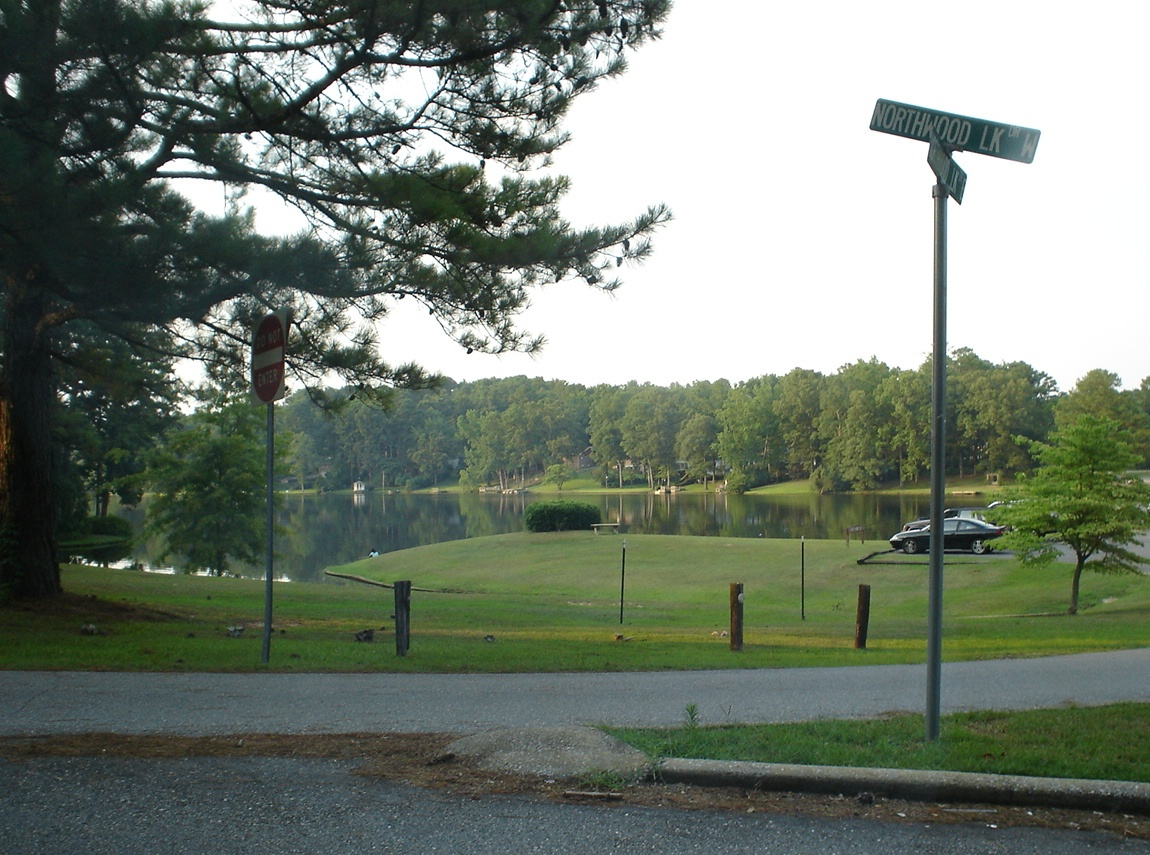
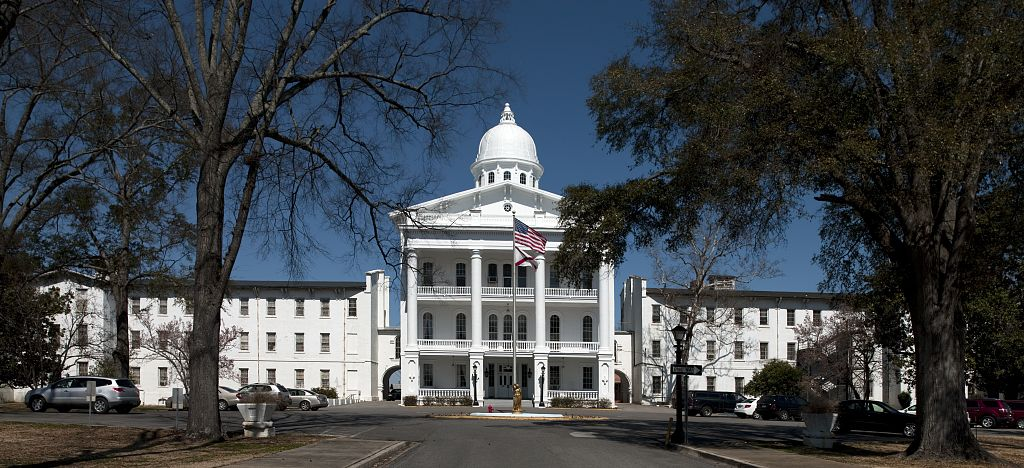
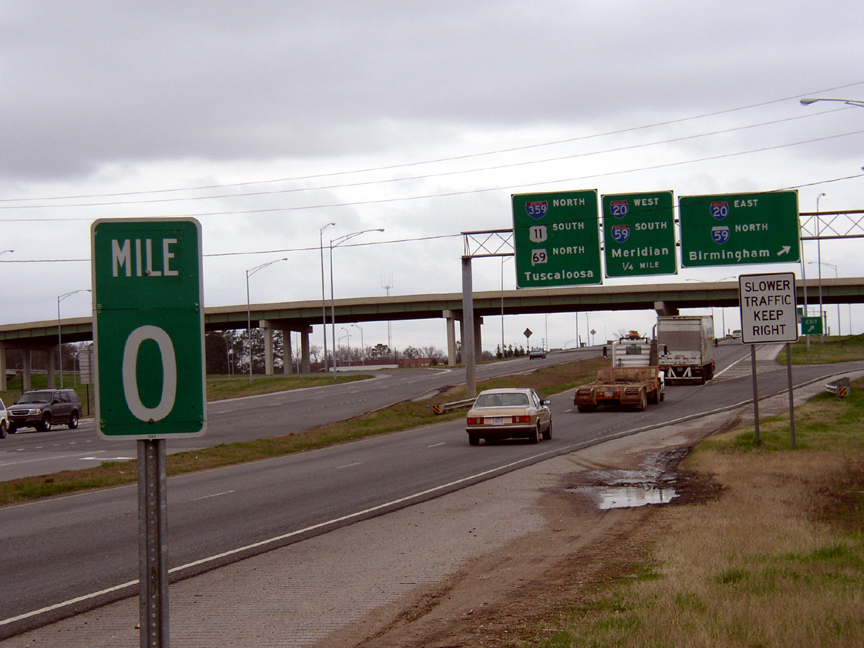
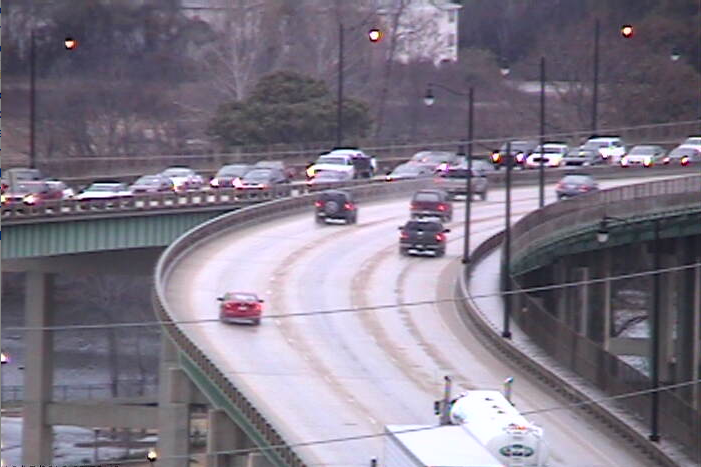
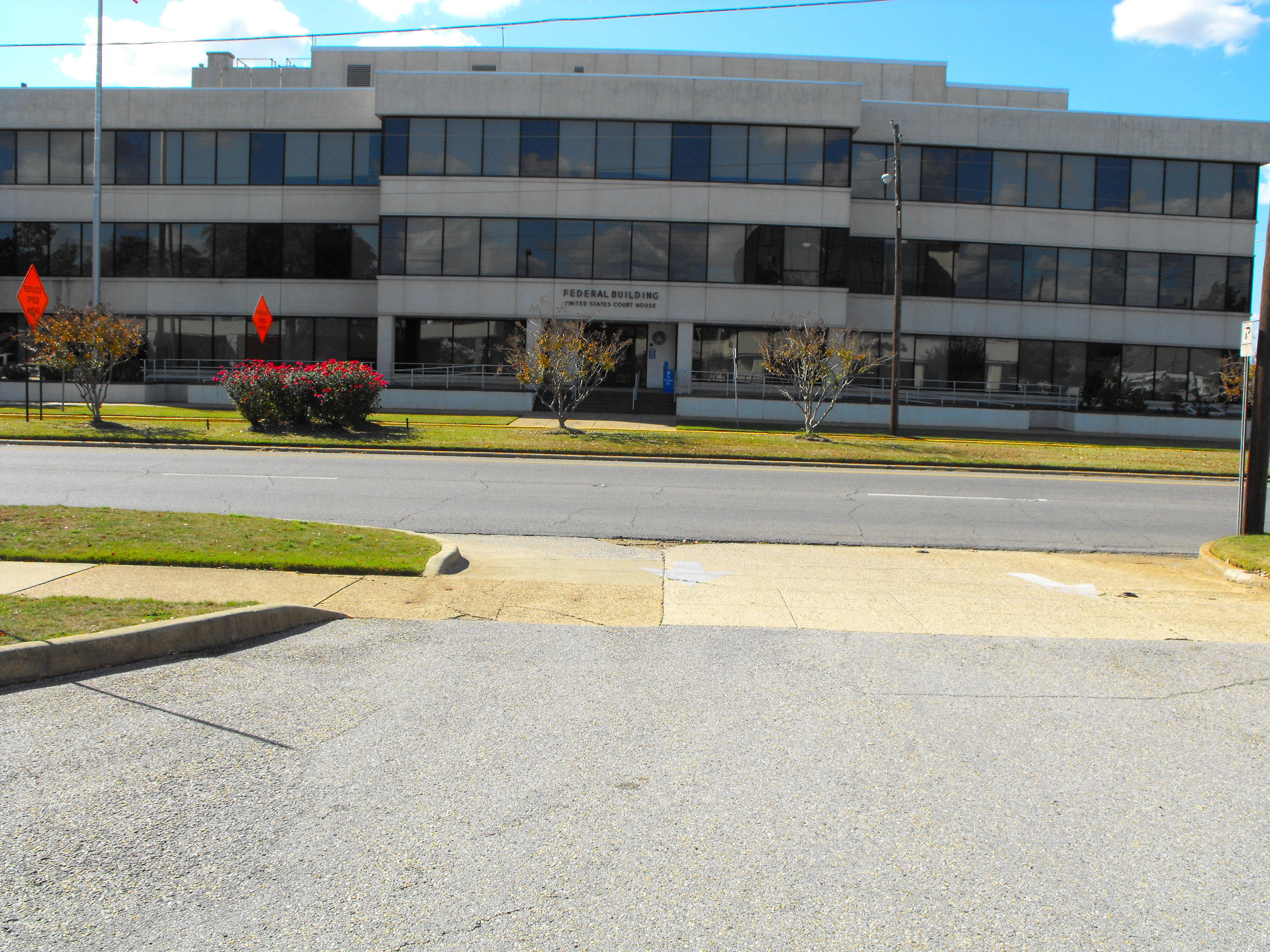